# Американсько-еміратські відносини
Американсько-еміратські відносини — двосторонні дипломатичні відносини між США й ОАЕ.

## Історія
У 1972 США встановили дипломатичні відносини з ОАЕ після проголошення ними незалежності від Великої Британії. ОАЕ грає впливову роль на Близькому Сході та є одним з ключових партнерів для Сполучених Штатів в цьому регіоні. Сполучені Штати та ОАЕ організували двостороннє співробітництво з більшості питань, в тому числі: оборона, нерозповсюдження ядерної зброї, торгівля, енергетична політика та культурний обмін. Обидві країни співпрацюють із забезпечення миру і безпеки в регіоні, з метою забезпечення економічного зростання, а також зі зростання можливостей для отримання освіти в регіоні та в усьому світі. Порт ОАЕ приймає більше кораблів ВМС США, ніж будь-який інший порт країн світу за межами Сполучених Штатів.

## Торгівля
Економічне процвітання ОАЕ значною мірою забезпечене великими запасами нафти та газу, з цієї причини країна є найбільшим експортним ринком Сполучених Штатів в регіоні Близького Сходу і Північної Африки. Понад 1000 фірм США представлені в ОАЕ. Багато компаній США використовують ОАЕ як регіональну штаб-квартиру, бо країна зручна для ведення бізнесу на всьому Близькому Сході, в Північній Африці та деяких частинах Азії. Спираючись на торговельну та інвестиційну рамкову угоду, обидві країни вступили в діалог з економічної політики та створення офіційного механізму для зростання товарообігу між двома країнами.